# Черкаське (Пачелмський район)
Черка́ське (рос. Черкасское) — село у складі Пачелмського району Пензенської області, Росія.
Населення — 654 особи (2010; 792 у 2002).
Національний склад станом на 2002 рік:
- росіяни — 99 %